# Tanhoka
Tanhoka est une localité située dans le département de Tikaré de la province du Bam dans la région Centre-Nord au Burkina Faso. 

## Géographie
Tanhoka est située à 5 km au nord-ouest de Tikaré, le chef-lieu du département, et à environ 25 kilomètres à l'ouest de Kongoussi. Le village est juste au nord d'Ansouri et de la route nationale 15.

## Éducation et santé
Le centre de soins le plus proche de Tanhoka est le centre de santé et de promotion sociale (CSPS) de Tikaré tandis que le centre médical avec antenne chirurgicale (CMA) de la province se trouve à Kongoussi.